# Densetsu no Yūsha no Densetsu
Densetsu no Yūsha no Densetsu (jap. 伝説の勇者の伝説, dt. „Die Legende der legendären Helden“), kurz Den’yūden (伝勇伝), ist eine von Takaya Kagami geschriebene und von Saori Toyota illustrierte Light-Novel-Reihe. Sie erschien von 2002 bis 2006 innerhalb des von Fujimi Shobō herausgegebenen Dragon Magazine. Fortgesetzt wurde sie durch die Light-Novel-Reihe Dai Densetsu no Yūsha no Densetsu (大伝説の勇者の伝説, „Die Legende der legendären großen Helden“) die seit 2007 im gleichen Magazin erscheint. Aufbauend auf der Buchreihe entstanden zudem zwei weitere Ableger der gleichen Autoren im selben Magazin. Toriaezu Densetsu no Yūsha no Densetsu (とりあえず伝説の勇者の伝説) erschien parallel zur ersten Reihe von 2002 bis 2007 und wurde kurz nach deren Ende durch Dachita Kuroi Yūsha no Densetsu (堕ちた黒い勇者の伝説, „Die Legende des abgefallenen, schwarzen Helden“) fortgesetzt.
Aufbauend auf der Handlung der Romanreihe entstanden zahlreiche Adaptionen, zu denen ein Hörspiel, ein Manga, ein Spiel für die PlayStation Portable und eine 26-teilige Anime-Fernsehserie gehören.

## Handlung
Densetsu no Yūsha no Densetsu spielt in einem mit dem technischen Stand des Mittelalters vergleichbaren Szenario. Jedoch ist die Welt nicht dem realen Vorbild nachempfunden und wurde um magische Fähigkeiten ergänzt, die in kriegerischen Auseinandersetzungen eingesetzt werden können. So stehen sich das Empire Roland und die es umgebenden Staaten gegenüber und sind in diverse politische Komplotts verwickelt, die häufig auch die Ausschaltung der Anführer zur Folge haben.
Der junge Mann Ryner Lute (ライナ・リュート, Raina Ryūto) ist dafür bekannt, ein lässiger, verschlafener Schüler Rolands zu sein. Als Schüler freundet er sich unwissend mit dem späteren König von Roland, Shion Astal (シオン・アスタール, Shion Asutāru) an. Ebenfalls baut er unwissend eine tiefere Beziehung zu seiner Mitschülerin Milk Callaud (ミルク・カラード, Miruku Karādo) auf, die er jedoch nicht erwidert. Er selbst ist Träger des Alpha Stigma (複写眼, arufa sutiguma, wörtlich: „Kopieaugen“), einer Eigenschaft, mit der er die Magie von Feinden analysieren und auch nachahmen kann. Aufgrund seiner Augen und seiner Herkunft aus dem Hause von Lutelu wird er jedoch häufig als Monster verachtet. Ursache dafür ist die Tatsache, dass die Träger dieser Eigenschaft in lebensbedrohlichen Situationen dazu tendieren, außer Kontrolle zu geraten und alles um sich herum, egal ob Freund oder Feind, anzugreifen.
Noch während seiner Ausbildung kommt es zu einem Zwischenfall, bei dem die Schüler von Kriegern aus Estabul angegriffen werden. Als viele von ihnen niedergestreckt werden, verliert Ryner seiner Beherrschung und gerät außer Kontrolle. Jedoch schafft er es als erster bekannter Mensch mit dieser Eigenschaft, sich nach dem Kampf wieder unter Kontrolle zu bringen. Entsprechend werden er und seine Freunde, in deren Gegenwart er wieder zur Vernunft kam, inhaftiert und sollen als Versuchsobjekt dienen. Ryner nimmt dabei jedoch alle Schuld auf sich und es gelingt ihm, durch einen Handel deren Freiheit zu erkaufen. Er selbst verbringt die Folgezeit jedoch in einem Verlies, aus dem er mehrere Jahre später entlassen wird. Seine Todesstrafe erwartend ist er überaus verwundert, Shion Astal auf dem Thron des Landes sitzen zu sehen. Geleitet wurde er dabei von der überaus kampfstarken, aber keine Magie beherrschenden Bishōjo Felice Ellis (フェリス・エリス, Ferisu Erisu). Wie sich herausstellt, hat Shion unterdessen das Königreich erblühen lassen und ist wenig an Kriegen interessiert, muss sich aber dennoch der zunehmenden Bedrohung stellen. Damit er Ryner freilassen kann, stellt er ihm die Aufgabe, das Land zu bereisen und nach Relikten des legendären Helden Ausschau zu halten.
Da er während seiner Reise vermutlich die gesamte Zeit nur irgendwo schlafen herumhängen würde, teilt ihm Shion Felice als Begleiterin zu, die dieser Aufgabe nur widerwillig nachgeht, da sie Ryner doch stets für einen Verlierer und Kriminellen hält. So begibt sich das ungleiche Paar auf die Reise, während Shion sich als junger Herrscher zu behaupten versucht, dabei aber nicht die Unterstützung der Adligen seines Volkes hat. Unwissentlich bringt er dabei mit seinen Schachzügen Ryner und Felice in Gefahr.

## Entstehung und Veröffentlichungen
Jede der vier Light-Novel-Reihen wurde von Takaya Kagami geschrieben und von Saori Toyota illustriert. Sie alle erschienen zunächst im Dragon Magazine. Später wurden die einzelnen Kapitel zu Tankōbon-Ausgaben zusammengefasst, die von Kodansha herausgegeben wurden.

### Densetsu no Yūsha no Densetsu
Die ursprüngliche Reihe erschien vom 20. Februar 2002 bis zum 20. Oktober 2006 und wurde zu insgesamt 11 Tankōbon-Ausgaben zusammengefasst.
| - Bd. 1: 20. Februar 2002, ISBN 978-4-8291-1410-0 - Bd. 2: 20. Juni 2002, ISBN 978-4-8291-1439-1 - Bd. 3: 20. Mai 2003, ISBN 978-4-8291-1518-3 - Bd. 4: 18. Oktober 2003, ISBN 978-4-8291-1564-0 - Bd. 5: 20. April 2004, ISBN 978-4-8291-1606-7 - Bd. 6: 20. August 2004, ISBN 978-4-8291-1640-1 | - Bd. 7: 20. Oktober 2004, ISBN 978-4-8291-1661-6 - Bd. 8: 20. Juni 2005, ISBN 978-4-8291-1729-3 - Bd. 9: 20. Oktober 2005, ISBN 978-4-8291-1768-2 - Bd. 10: 20. April 2006, ISBN 978-4-8291-1817-7 - Bd. 11: 20. Oktober 2006, ISBN 978-4-8291-1870-2 |

### Dai Densetsu no Yūsha no Densetsu
Bei dieser Reihe handelt es sich um eine Fortsetzung von Densetsu no Yūsha no Densetsu, die seit 20. Oktober 2007 erscheint und zu bisher 8 Tankōbon-Ausgaben zusammengefasst wurde.
| - Bd. 1: 20. Oktober 2007, ISBN 978-4-8291-1966-2 - Bd. 2: 20. November 2007, ISBN 978-4-8291-1981-5 - Bd. 3: 20. Mai 2008, ISBN 978-4-8291-3292-0 - Bd. 4: 20. September 2008, ISBN 978-4-8291-3327-9 | - Bd. 5: 20. Februar 2009, ISBN 978-4-8291-3376-7 - Bd. 6: 20. August 2009, ISBN 978-4-8291-3429-0 - Bd. 7: 20. Januar 2010, ISBN 978-4-8291-3479-5 - Bd. 8: 19. Juni 2010, ISBN 978-4-8291-3530-3 |

### Toriaezu Densetsu no Yūsha no Densetsu
Diese Reihe erschien als Ableger zur ersten Buchreihe und wurde parallel zu ihr vom 20. Dezember 2002 bis 20. Juni 2007 veröffentlicht. Sie wurde zu 11 Tankōbon-Ausgaben zusammengefasst.
| - Bd. 1: 20. Dezember 2002, ISBN 978-4-8291-1483-4 - Bd. 2: 20. Juni 2003, ISBN 978-4-8291-1530-5 - Bd. 3: 20. Dezember 2003, ISBN 978-4-8291-1576-3 - Bd. 4: 19. Juni 2004, ISBN 978-4-8291-1625-8 - Bd. 5: 18. Dezember 2004, ISBN 978-4-8291-1676-0 - Bd. 6: 20. August 2005, ISBN 978-4-8291-1746-0 | - Bd. 7: 18. März 2006, ISBN 978-4-8291-1809-2 - Bd. 8: 19. August 2006, ISBN 978-4-8291-1854-2 - Bd. 9: 20. Januar 2007, ISBN 978-4-8291-1890-0 - Bd. 10: 20. März 2007, ISBN 978-4-8291-1913-6 - Bd. 11: 20. Juni 2007, ISBN 978-4-8291-1939-6 |

### Dachita Kuroi Yūsha no Densetsu
Als Fortsetzung von Toriaezu Densetsu no Yūsha no Densetsu erschien diese Reihe vom 25. Dezember 2007 bis 25. September 2009. Die einzelnen Kapitel wurden als fünf Tankobon-Ausgaben publiziert.
| - Bd. 1: 20. Dezember 2007, ISBN 978-4-8291-1989-1 - Bd. 2: 19. März 2008, ISBN 978-4-8291-3271-5 - Bd. 3: 20. Dezember 2008, ISBN 978-4-8291-3360-6 | - Bd. 4: 20. April 2009, ISBN 978-4-8291-3393-4 - Bd. 5: 20. Oktober 2009, ISBN 978-4-8291-3452-8 |

## Adaptionen

### Manga
Parallel zur Light-Novel-Reihe begann Saori Toyota, Illustrator der Romane, damit den Manga Nantonaku Densetsu no Yūsha no Densetsu (なんとなく伝説の勇者の伝説, dt. „Die Legende der irgendwie legendären Helden“) zu zeichnen. Dieser folgte nicht der Handlung der Vorlage, sondern ergänzte diese um einige Nebengeschichten, welche die Charaktere parodieren und überwiegend im Chibi-Stil gehalten sind. Die kurzen Kapitel erschienen von 2002 bis 2009 in unregelmäßigen Abständen innerhalb des Dragon Magazine und wurden. Zusammengefasst wurden die Kapitel in der gleichnamigen Tankōbon-Ausgabe (9. Februar 2009, ISBN 978-4-04-712592-6).
Die erste Romanreihe Densetsu no Yūsha no Densetsu wurde von Hiroko Chōzō als gleichnamiger Manga adaptiert. Die Reihe wird seit dem 9. Juli 2008 in der Monthly Dragon Age veröffentlicht, die wie Dragon Magazine von Fujimi Shobō herausgegeben wird. Von der Adaption erschienen bisher vier Zusammenfassungen.
| - Bd. 1: 9. März 2009, ISBN 978-4-04-712594-0 - Bd. 2: 9. Juli 2009, ISBN 978-4-04-712616-9 | - Bd. 3: 9. November 2009, ISBN 978-4-04-712636-7 - Bd. 4: 9. Juli 2010, ISBN 978-4-04-712675-6 |

Eine dritte Adaption der Geschichte ist der Manga Gakuen Den’yūden (学園伝勇伝) der seit dem 9. Juni 2010 in Monthly Dragon Age erscheint. Gezeichnet wird er von S.Kosugi.

### Computerspiel
Aufbauend auf den ersten drei Romanausgaben entstand das Computerspiel Densetsu no Yūsha no Densetsu – Legendary Saga (伝説の勇者の伝説 -LEGENDARY SAGA-) für die PlayStation Portable. Es handelt sich dabei um ein Rollenspiel (RPG), das am 18. Februar 2010 von Kadokawa Shoten veröffentlicht wurde.

### Anime
Eine Adaption der Buchreihe als Anime-Fernsehserie wurde vom Studio ZEXCS unter der Regie von Itsuro Kawasaki produziert. Das Design der Charaktere wurde von Noriko Shimazawa auf Grundlage der Zeichnungen von Saori Toyota entworfen. Für die Musik war Miyu Nakamura verantwortlich, während Yoshikazu Iwanami den Ton übernahm.
Die Erstausstrahlung der 24 Folgen umfassende Serie begann in den frühen Morgenstunden des 2. Juli 2010 und damit am vorherigen Fernsehtag auf dem Sender TV Tokyo. Die Sender Television Osaka, TV Aichi und AT-X begannen einige Tage später ebenfalls mit der Ausstrahlung.

#### Synchronisation
| Rolle        | japanischer Sprecher (Seiyū) |
| ------------ | ---------------------------- |
| Ryner Lute   | Jun Fukuyama                 |
| Felice Ellis | Ayahi Takagaki               |
| Shion Astal  | Daisuke Ono                  |

#### Musik
Im Vorspann der Serie wurde der Titel LAMENT – Yagate Yorokobi o (LAMENT ~やがて喜びを~) gespielt, der von Aira Yuki interpretiert wurde. Den Abspann bildete der Titel Truth Of My Destiny von Ceui.